# Enzo Lombardi
Enzo Mario Nino Lombardi (Castel di Ieri, 6 luglio 1942) è un politico italiano, sindaco dell'Aquila tra il 1985 ed il 1992.

## Biografia
Nato a Castel di Ieri, in provincia dell'Aquila, si è laureato in Scienze Economiche e Commerciali all'Università di Roma La Sapienza. È figlio di Aldo Lombardi (1911-1943), morto prigioniero in Russia, e Ines D'Alessandro (1911-2016), scampata ai terremoti abruzzesi del 1915 e a quello del 2009.

## Carriera
Esponente democristiano, ha ricoperto per un decennio la carica di sindaco a Castel di Ieri, suo paese natale. È stato quindi eletto sindaco dell'Aquila il 24 ottobre 1985, succedendo nella carica a Romeo Ricciuti. Rieletto nel 1990, si è dimesso dalla carica il 13 gennaio 1992, venendo sostituito da Maria Luisa Baldoni, per potersi candidare con la Democrazia Cristiana al Senato della Repubblica venendo poi eletto nella XI Legislatura, concludendo il mandato parlamentare nel 1994.
Dopo l'adesione a Forza Italia, è stato consigliere comunale all'Aquila e consigliere regionale in Abruzzo.